# Cosmosoma cardinalis
Cosmosoma cardinalis là một loài bướm đêm thuộc phân họ Arctiinae, họ Erebidae.